# 董让 (明朝宦官)
董让（1456年—1506年），字克谦，浙秀水人，明朝成化、弘治时期的御用监太监。

## 生平
景泰七年（1456年），被选为掖庭内侍，进入内书堂学习。天顺二年（1458年），被选进入司礼监为书办。明英宗朱祁镇，命他进御用监学琴。成化二年（1466年），改任御用监书办。成化十一年（1475年），晋升御用监典簿，掌监事。成化十三年（1477年），晋升御用监右监丞。成化十八年（1482年），转任御用监左监丞，后任御用监太监，管造金宝册，赏赐蟒衣一袭。成化二十三年（1487年），奉命遣返盟津王朱见濍回府，赐蟒衣、玉带。
弘治元年（1488年），按照惯例迁御用监右监丞，仍掌监事。弘治年间，奉命提督福建市舶司事。不久，晋升御用监左监丞。弘治九年（1496年），复升御用监太监。弘治十年（1497年），改任江西镇守太监及提督烧造磁器，期间王缜弹劾其“横征暴敛”；江西巡抚、右佥都御史王哲也弹劾其依势骄纵。两人互相攻击到御前，之后明孝宗命蔚春出面调查。弘治十二年，董让捐给白鹿洞书院一百六十两银子，并为其购买四百多亩田地。正德元年（1506年），去世，享年67岁。葬于京城西赤水村之原。 

## 亲属
- 董文荣（祖父）
- 时氏（祖母）
- 董福（父）
- 白氏（母）
- 董诚（弟）